# Feröeri forgalmi rendszámok

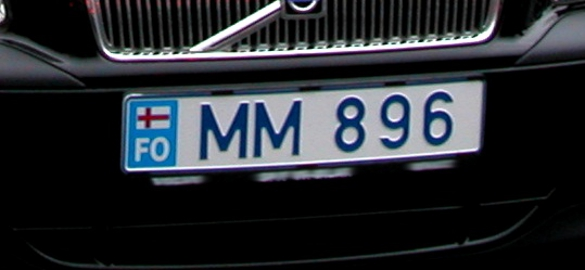
Feröeri forgalmi rendszám

A feröeri forgalmi rendszámok (feröeriül: nummarspjaldur, tsz. nummarspjøldur) jelenlegi generációját 1996-ban vezették be. Kék keretben, fehér alapon sötétkék számokból és betűkből áll. A forgalmi rendszámok szabály szerint két betűből és három számból állnak (pl. AB 123), de lehetőség van egyéni betű- és számkombinációkra is. A tábla bal oldalán kék sávban található a feröeri autójel (FO) és Feröer zászlaja.
Bár Feröer Dánia függő területe, széles körű autonómiát élvez, így többek között saját rendszámokat bocsát ki. Feröer nem tagja az Európai Uniónak.

## Történelem
Az első feröeri rendszámok fekete alapon fehér számsort tartalmaztak.

### 1958–1975
Az eredeti fekete rendszámokat 1958-tól a Fø betűkombinációval egészítettek ki. Ebben az időszakban a kereskedelmi (teher, taxi, busz) és a magánautók rendszáma is négy számjegyből állt, de utóbbiaké 1971-től öt számjegyű lett.
Az egyes számtartományokat a következő járműkategóriáknak osztották ki:
- 4000 – 4999: kereskedelmi gépjárművek
- 5000 – 6999: magánautók, 1970-ig[3]
- 8000 – 9999: motorkerékpárok[2]
- 50 000 – 59 999: magánautók, 1971 után[3]

### 1976–1995

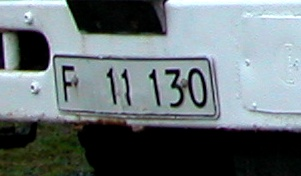
1996 előtti rendszám, teherautón

1976-ban felváltották őket a fehér alapon fekete írással és F kezdőbetűvel ellátott táblák, egységesen öt számjeggyel. A magánautók rendszámai 60 000-től 89 999-ig terjedhettek, majd amikor ezt a számot 1992-ben elérték, 50 000-től folytatták a számozást. A tehergépjárművek számai kisebbek voltak, a vontatmányok pedig négyjegyű számot kaptak.
Az egyes számtartományokat a következő járműkategóriáknak osztották ki:
- 1000 – 9999: vontatmányok (utánfutók, pótkocsik)[2]
- 10 000 – 18 999: 3,5 t feletti teherautók, egysoros rendszámtábla
- 19 000 – 19 999: 3,5 t feletti teherautók, kétsoros rendszámtábla[3]
- 20 000 – 28 999: 3,5 t alatti teherautók, egysoros rendszámtábla
- 29 000 – 29 999: 3,5 t alatti teherautók, kétsoros rendszámtábla
- 30 000 – 38 999: taxik, egysoros rendszámtábla[2]
- 40 000 – 48 999: autóbuszok, egysoros rendszámtábla[3]
- 49 000 – 49 999: autóbuszok, teherautók, kétsoros rendszámtábla
- 50 000 – 59 999: magánautók, egysoros rendszámtábla, 1992 után[2]
- 60 000 – 88 999: magánautók, egysoros rendszámtábla, 1992 előtt[4]
- 89 000 – 89 999: magánautók, kétsoros rendszámtábla[3]
- 90 000 – 99 999: motorkerékpárok[4]

### 1996 óta

Zászló és országkód

A jelenlegi rendszámokat 1996-ban vezették be. Az új rendszerben a rendszámok már nincsenek számtartományok szerint szétosztva a járműkategóriák részére. Az új sorozat első darabjain a zászlót és országkódot tartalmazó matrica rossz minőségű volt, és nem állta az időjárás viszontagságait, ezért ezeket kivonták a forgalomból. Feröer autójele korábban FR volt, de ekkor FO-ra változtatták, hogy a francia .fr internetes tartománykód bevezetése ne okozzon kavarodást.
1998-1999 óta van lehetőség egyéni betű- és számkombinációkra.
Az első kék diplomata-rendszámot (CD 100) 2007 októberében adták ki Feröeren, miután Izland 2007 elején konzulátust nyitott a szigeteken. Eiður Guðnason konzul korábban Izland kínai nagykövete volt, és Feröeren is nemzetközi diplomata státuszt élvez.